# Damo
Damo o també Demo (Δαμώ, Δεμώ "Damo, Demo") va ser una filla de Pitàgores i de Theano, coneguda per una carta de Lisis, un filòsof pitagòric, dirigida a Hippasus o Hipparchus, i esmentada per Diògenes Laerci on es diu que Pitàgores va encarregar a Damo el cuidar dels seus escrits i li va prohibir donar-los a qualsevol, cosa que ella va complir fins i tot quan, estant en extrema pobresa, va rebre sucoses ofertes. Iàmblic explica també que es va fer càrrec i va preservar els escrits del seu pare. Eustaci la cita en els seus comentaris sobre la Ilíada.